# Chain of Craters Road
La Chain of Craters Road est une route des États-Unis située à Hawaï, sur l'île du même nom, sur les flancs du Kīlauea. Route en cul-de-sac, elle relie la caldeira du Kīlauea à l'arche marine d'Hōlei sur la côte pacifique. Le premier tronçon est construit en 1928, elle est prolongée en 1959 mais depuis 1986, elle est régulièrement coupée par des coulées de lave. Fréquentée par les visiteurs du parc national des volcans d'Hawaï qui peuvent ainsi gagner les sentiers de randonnée, son accès est susceptible d'être fermé en raison de l'activité volcanique.

## Caractéristiques

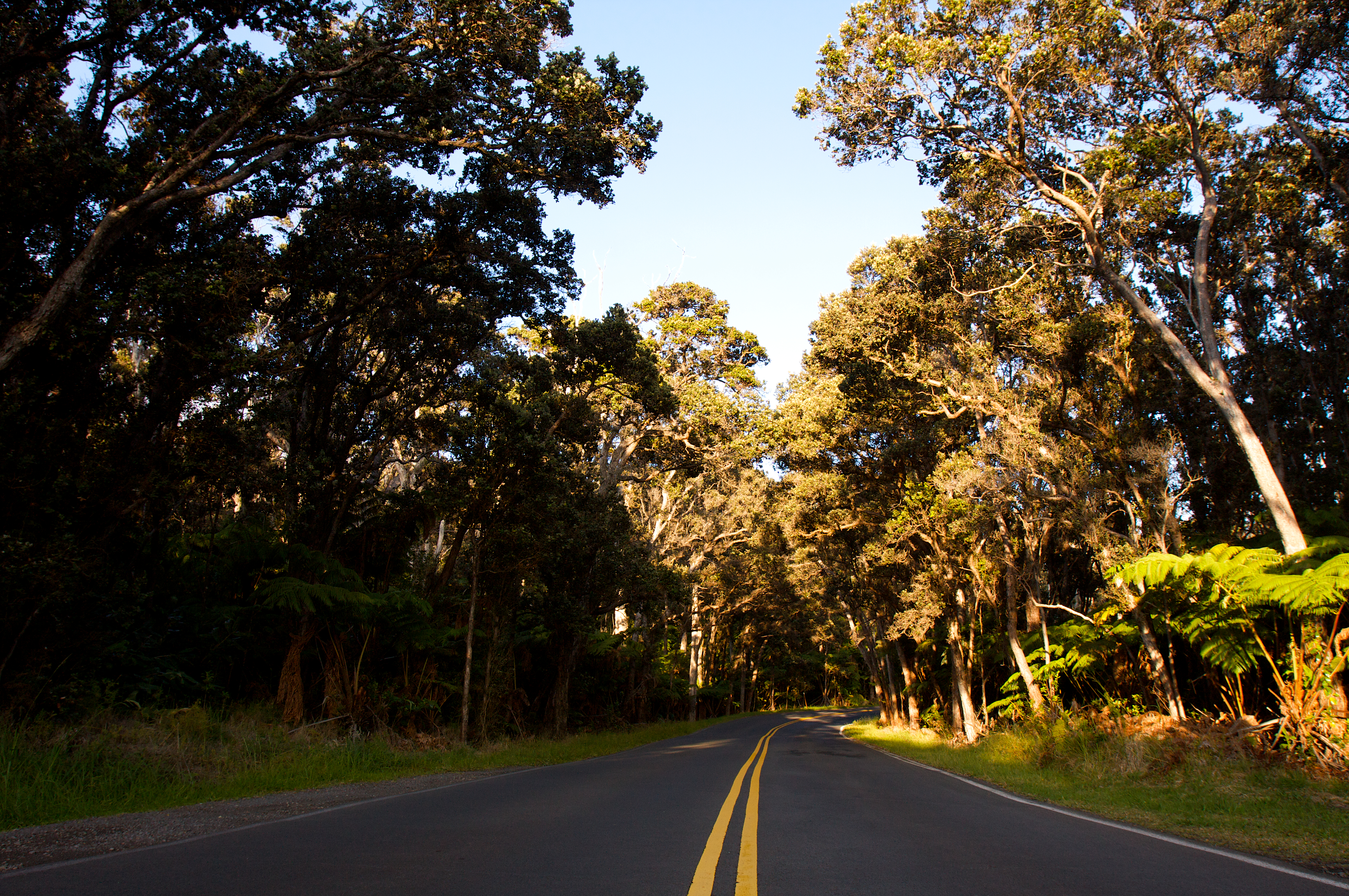
Début de la Chain of Craters Road au sud de la caldeira du Kīlauea.

La route actuelle mesure 29 kilomètres de longueur, soit 18 milles, qui peuvent être parcourus en 45 minutes. Entre ses deux extrémités, le dénivelé est de 1 128 mètres avec une altitude maximale de 1 133 mètres au début de la route et une altitude minimale d'environ vingt mètres à son extrémité. Elle est entièrement goudronnée et comporte de nombreux dégagements et parkings tout au long de son parcours. Comme elle est coupée par la lave à son extrémité méridionale, elle nécessite de rebrousser chemin ce qui fait que son parcours total est d'une soixantaine de kilomètres.
Elle sert de tracé à la limite entre les districts de Kaʻū et de Puna du comté d'Hawaï.

## Parcours
La Chain of Craters Road débute sur le rebord sud de la caldeira du Kīlauea où elle est connectée à la Crater Rim Road qui en fait le tour, à hauteur du parking de la Devastation Trail. Ce carrefour marque l'une des deux limites d'accès à la Crater Rim Road dont la moitié méridionale est interdite d'accès en raison de l'activité volcanique,. La route suit une direction générale vers le sud-est et coupe très vite le Crater Rim Trail, un sentier de randonnée faisant lui aussi le tour de la caldeira. Juste après, une petite coulée de lave émise en 1974 est traversée par la route à 500 mètres du point kilométrique zéro,. Une centaine de mètres plus loin, la route longe sur la droite le Lua Manu, le premier des nombreux cratères qui lui ont donné son nom. Un kilomètre plus loin, c'est le Puhimau qui est doublé sur la gauche puis le Koʻokoʻolau sur la droite après 1,8 kilomètre. Une route, la Hilina Pali Road, part ensuite sur la droite en direction du sud-ouest,. Juste après, la route dépasse le gouffre de Devils Throat puis passe à travers un petit cône de cendre, ce qui permet d'observer sa structure interne,. Une nouvelle coulée de lave datant de 1973 est traversée 300 mètres après et la route contourne un nouveau cratère, le Hiʻiaka. Après un kilomètre, elle arrive ensuite au Pauahi dont elle longe le rebord méridional,. En le quittant, après 1,6 kilomètre se trouve sur la gauche un tronçon d'un kilomètre de longueur de l'ancienne route. Ce cul-de-sac se prolonge par le Napau Crater Trail qui se dirige vers l'est en direction du Puʻu Huluhulu, du Mauna Ulu, du Makaopuhi, du Nāpau, du Kamoamoa et enfin du Puʻu ʻŌʻō,.

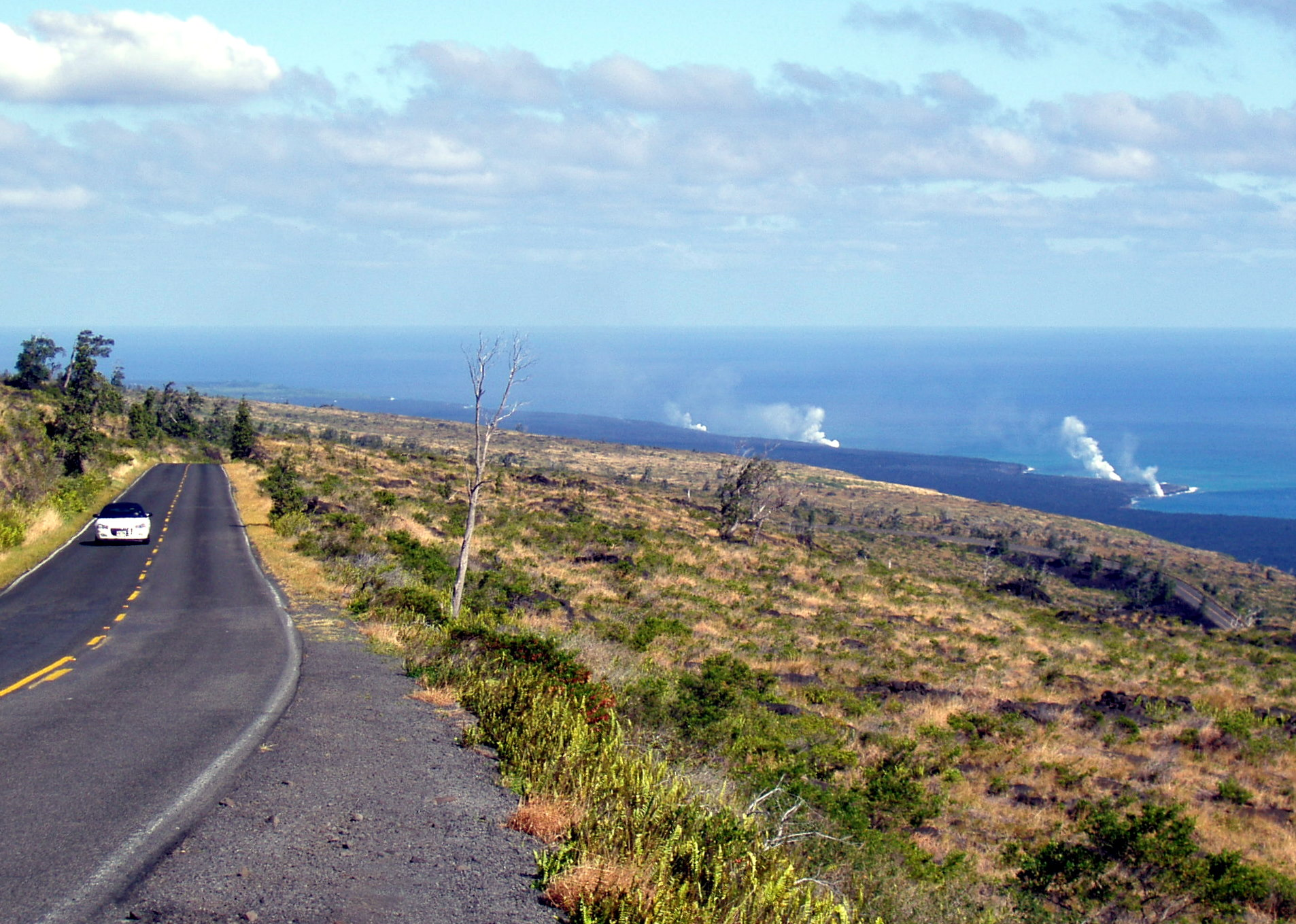
La Chain of Craters Road au niveau de Hōlei Pali avec les coulées de lave entrant dans l'océan Pacifique au loin.

Après ce carrefour, la Chain of Craters Road se dirige vers le sud en s'éloignant des cratères du rift Est,. Une succession de coulées de lave émises par le Mauna Ulu entre 1969 et 1974 sont alors coupées par la route lorsqu'elle longe le rebord supérieur du Hōlei Pali. La première d'entre elles l'est après 1,1 kilomètre et date de 1969. La seconde est appelée Mauna Loa o Mauna Ulu,. Cette grande coulée est abordée près de quatre kilomètres après celle de 1969. De là, le Keauhou Trail se dirige vers le sud-ouest en direction de l'océan Pacifique. La coulée suivante est rejointe après 1,6 kilomètre et mesure environ quatre kilomètres de largeur. À sa sortie se trouve Kealakomo, un lieu de pique-nique et point de vue sur l'océan Pacifique situé sur le rebord du Hōlei Pali à 610 mètres d'altitude,,. Il constitue aussi le point de départ du Nāulu Trail qui se dirige vers le nord en direction du Makaopuhi. Cet escarpement est ensuite abordé par un virage en épingle puis la route reprend une direction vers l'est quelques kilomètres plus loin en recoupant certaines des coulées de lave déjà traversées,. Un peu plus de dix kilomètres après Kealakomo débutent deux sentiers,. Celui partant sur la droite est le Puna Coast Trail qui longe le littoral vers le sud-ouest. Dans la direction opposée, sur la gauche de la route, un autre sentier de 1,5 kilomètre de longueur mène aux pétroglyphes de Puʻu Loa,. Après avoir parcouru les deux derniers kilomètres, la fin de la route est atteinte lorsque les coulées de lave empêchent toute progression juste après l'arche marine d'Hōlei,,.

## Histoire

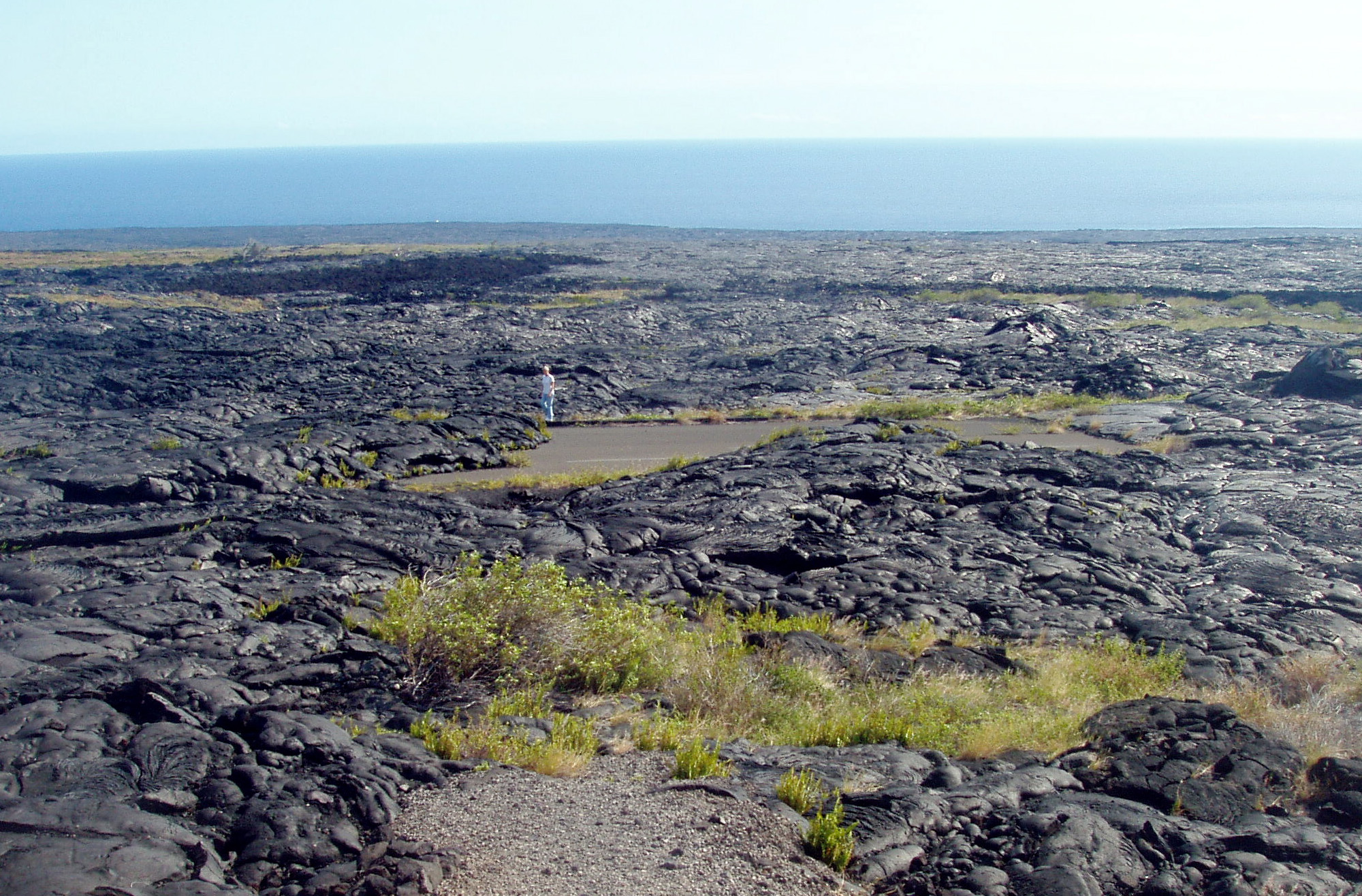
Vue de la Chain of Craters Road recouverte par des coulées de lave à son extrémité méridionale.

La première section de la route est construite et goudronnée en 1928. Elle part alors de la route faisant le tour de la caldeira du Kīlauea et s'arrête au Makaopuhi, un cratère volcanique situé au sud-est. Dans ses derniers kilomètres, elle longe alors le rebord sud des cratères Hiʻiaka, Pauahi, ʻĀloʻi et ʻAlae. En 1959, elle est prolongée sur la majorité de son parcours actuel jusqu'à la côte pacifique afin de rejoindre la ville de Kalapana. Elle mesure alors 37 kilomètres de longueur. Entre 1969 et 1974, elle est coupée sur près de quinze kilomètres de longueur par une coulée émise par le Mauna Ulu qui nait juste au nord de la route, entre les cratères ʻĀloʻi et ʻAlae. Elle ne sera rouverte qu'en 1979 d'après un nouveau tracé passant plus au sud. Un petit tronçon en cul-de-sac de 1,6 kilomètre de longueur du tracé originel est réutilisé comme accès à un parking d'où débute le Napau Crater Trail,. Cette ouverture perdure jusqu'en 1983 lorsque des coulées de lave émises par le Puʻu ʻŌʻō coupent la route et détruisent Kalapana,. Depuis, les neuf derniers kilomètres de la route disparaissent sous la lave, les coulées les plus récentes datant de 2003. Ainsi, pour rejoindre Kalapana depuis le sommet du volcan, il est nécessaire d'emprunter la Hawaii Route 11 en direction de Hilo puis la Hawaii Route 130 à Keaau en direction de Kalapana.